# Ginkaku-ji

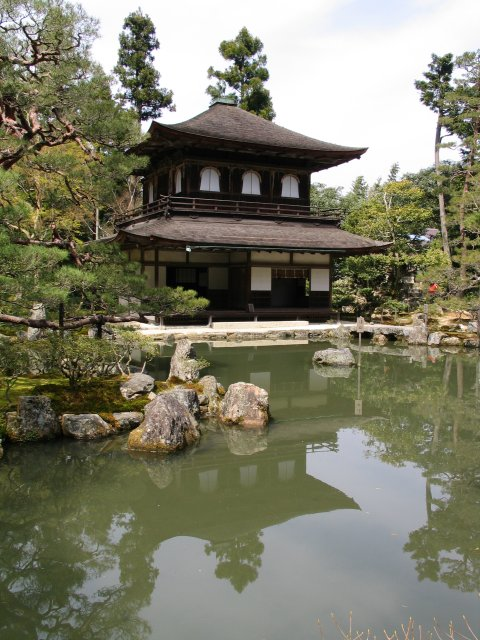
Ginkaku

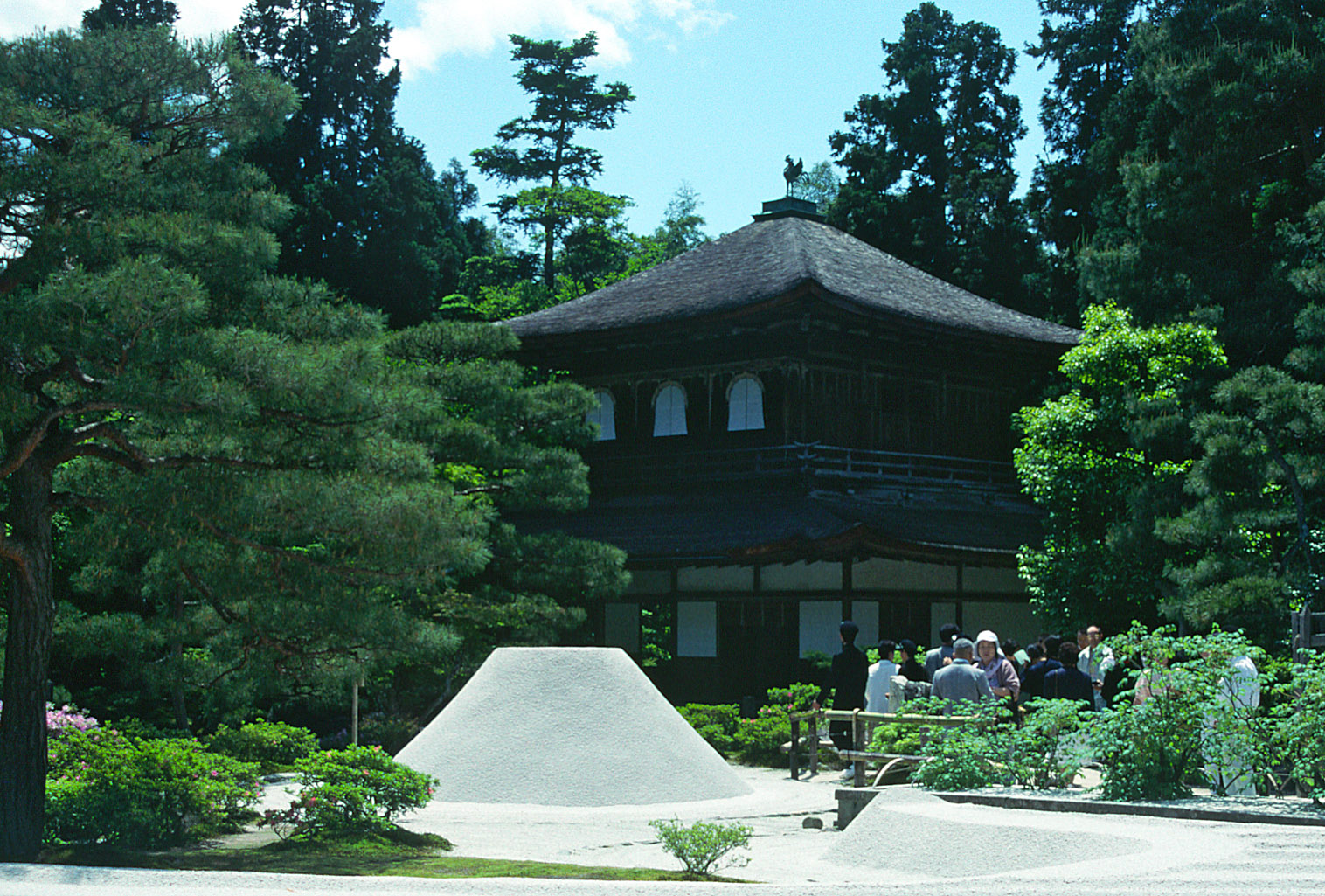
Ginkaku met de stenen tuin

Ginkaku-ji (Japans: 銀閣寺), Zilveren Paviljoen Tempel, is een boeddhistische tempel in de wijk Sakyō-ku, van de stad Kyoto, Japan. De officiële naam van de tempel is Jishō-ji (慈照寺). De tempel werd gebouwd in 1474 door shogun Ashikaga Yoshimasa. Hij wilde met de bouw van deze tempel de Kinkaku-ji, die in opdracht van zijn grootvader Ashikaga Yoshimitsu werd gebouwd, naar de kroon steken.
De Kannon hal is het hoofdgebouw van de tempel. Het staat algemeen bekend onder de naam Ginkaku, het Zilveren Paviljoen. Het was de bedoeling om het paviljoen met zilver te bedekken. Echter door de hevigheid van de Oninoorlog, die uitbrak in 1467, werd de constructie stilgelegd en nooit meer hervat.
Het Zilveren Paviljoen is het enige gebouw van de tempel dat overblijft.
De Asahi Shimbun van 14 april 2010 liet weten dat de Ginkaku, een paviljoen dat op het terrein van de Jishoji-tempel dienstdeed als villa voor Shogun Ashikaga Yoshimasa uit de Muromachi-periode (1338-1573), was gerepareerd en gerestaureerd. Onder de overhangende dakrand waren schilderingen aangetroffen van "Roaring Waves", woedende golven.
Op de benedenverdieping werd achter een neergehaalde houten muur van de "Lege Hart Hal" een "closet" en nog een andere ruimte aangetroffen. Die laatste ruimte deed eertijds dienst als opslagruimte voor beelden. Uit deze vondst heeft men afgeleid dat de architectuur van het gebouw oorspronkelijk anders was dan wat men nu aantreft. Dat wil zeggen, dat wat nu Kannon-hal heet, vroeger woonruimte was.

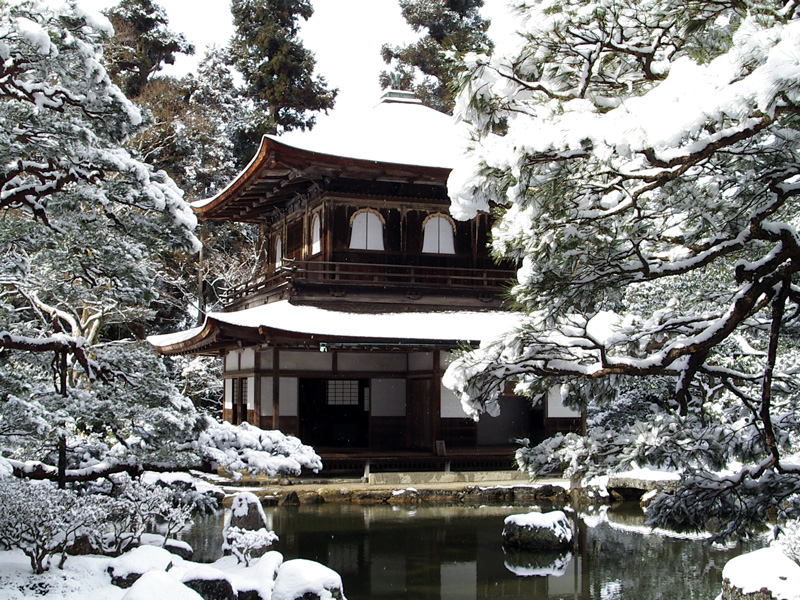
Tijdens de winter
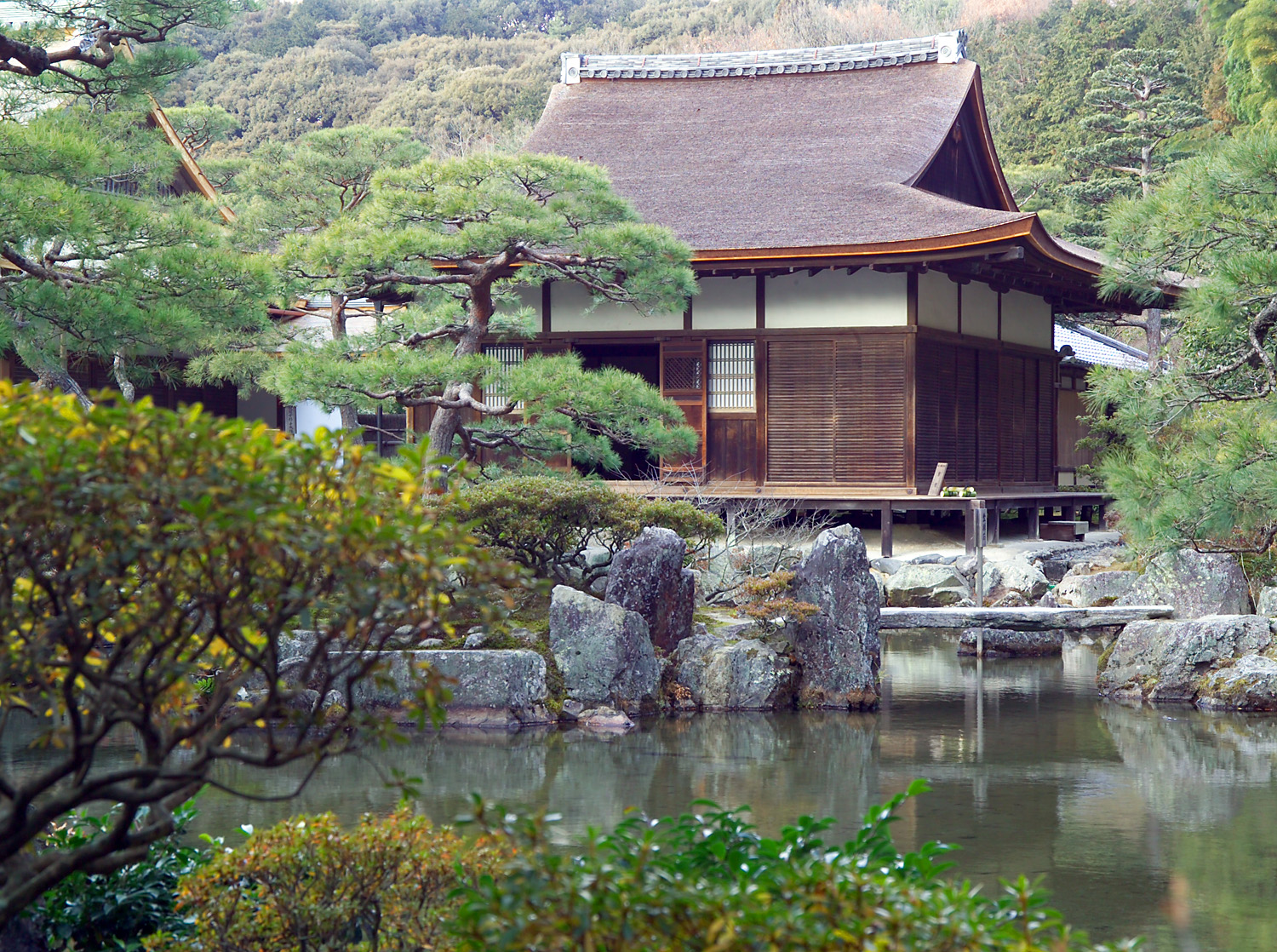
Tōgudō
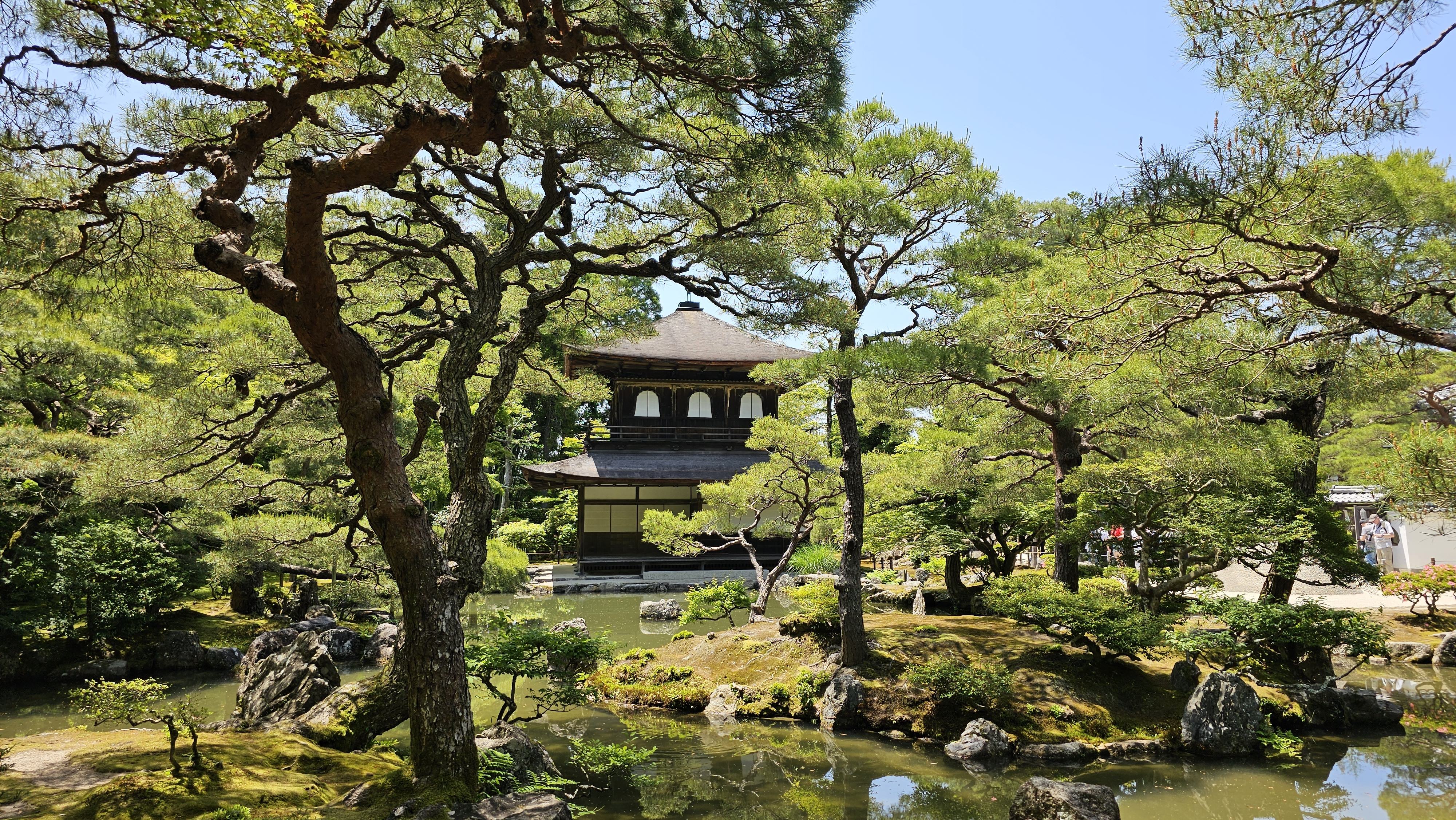
Het Zilveren Paviljoen